# União Pan-Ucraniana "Pátria"
A União Pan-Ucraniana "Pátria" (em ucraniano: Всеукраїнське об'єднання "Батьківщина", Vseukrayins'ke Obyednannya Bat'kivshchyna) é um partido político da Ucrânia, liderado por Yulia Tymoshenko.
O partido foi fundado em 1999, seguindo uma linha ideológica próxima do conservadorismo e do conservadorismo liberal, colocando-se no centro-direita/direita do espectro político da Ucrânia. Historicamente, o partido foi, sempre, um dos grandes defensores da adesão da Ucrânia à União Europeia e à NATO, além de defender um afastamento da Rússia.
O partido é observador do Partido Popular Europeu e membro associado da União Internacional Democrata.

## Resultados eleitorais

### Eleições presidenciais
| Data | Candidato apoiado | 1ª Volta   | 1ª Volta   | 2ª Volta   | 2ª Volta   |
| Data | Candidato apoiado | Votos      | %          | Votos      | %          |
| ---- | ----------------- | ---------- | ---------- | ---------- | ---------- |
| 2004 | Viktor Yushchenko | 11 188 675 | 39,9 (1.º) | 15 115 712 | 52,0 (1.º) |
| 2010 | Yulia Tymoshenko  | 6 159 810  | 25,1 (2.º) | 11 593 357 | 45,5 (2.º) |
| 2014 | Yulia Tymoshenko  | 2 310 050  | 12,8 (2.º) |            |            |
| 2019 | Yulia Tymoshenko  | 2,532,452  | 13.4 (3.º) |            |            |

### Eleições parlamentares
| Data | Votos     | %          | +/-  | Deputados | +/- | Status   | Aliança                |
| ---- | --------- | ---------- | ---- | --------- | --- | -------- | ---------------------- |
| 2002 | 1 882 087 | 7,5 (4.º)  |      | 22 / 450  |     | Oposição | Bloco Yulia Tymoshenko |
| 2006 | 5 652 876 | 22,3 (2.º) | 14,8 | 129 / 450 | 107 | Governo  | Bloco Yulia Tymoshenko |
| 2007 | 7 162 193 | 30,7 (2.º) | 8,4  | 156 / 450 | 27  | Governo  | Bloco Yulia Tymoshenko |
| 2012 | 5 208 390 | 25,6 (2.º) | 5,1  | 101 / 450 | 55  | Oposição |                        |
| 2014 | 894 837   | 5,7 (6.º)  | 19,9 | 19 / 423  | 82  | Governo  |                        |
| 2019 | 1 196 303 | 8,1 (3.º)  | 2,5  | 26 / 450  | 7   | Oposição |                        |